# Les Moineau et les Pinson
Les Moineau et les Pinson est une série télévisée québécoise en 97 épisodes de 26 minutes scénarisée par Georges Dor et diffusée entre le 6 septembre 1982 et le 29 avril 1985 sur le réseau TVA.
En France, elle a été diffusée du lundi au vendredi vers 1 h 30 du matin à partir du 4 juillet 1988 sur TF1.

## Synopsis
Cette comédie raconte la vie quotidienne de deux familles montréalaises, une de milieu aisé, l'autre de milieu modeste. La fille Moineau (Caroline), dont le père est chauffeur de taxi, tombe amoureuse du fils Pinson (Pierre-Paul), dont le père est avocat. Mme Pinson voit d'un mauvais œil cette relation, elle qui espère mieux pour son fils. Chaque fois qu'il le peut, Marcel-Marie Moineau, le chauffeur de taxi Alouette, se retrouve au dépanneur du coin en train de potiner avec le propriétaire, son ami Méo. La situation devient encore plus cocasse lorsque la grand-mère Moineau et le grand-père Pinson ont eux aussi le coup de foudre.
Le comédien québécois Camille Ducharme est décédé lors de la diffusion originale de la série et fut commémoré à la fin de l'épisode suivant sa mort.

## Fiche technique
- Scénariste : Georges Dor
- Réalisation : Jean Bernatchez, Claude Colbert et Jacques Drolet
- Société de production : Télé-Métropole

## Distribution
- Fernand Gignac : Marcel-Marie Moineau
- Rita Lafontaine : Marie-Madeleine Moineau
- Gabriel Gascon : Pierre-Paul Pinson père
- Gisèle Dufour : Marie-Hélène Pinson
- Sylvie Côté : Caroline Moineau
- Yvan Benoît : Pierre-Paul Pinson
- Claude Marquis : Méo Lupien
- Marcel Leboeuf : Jean-Jacques Moineau
- Rose Ouellette : Marie-Rose Moineau
- Rolland Bédard : Oscar Moineau
- Monique Chabot : Hortense Latendresse
- Nicole Chalifoux : Isabelle Moineau
- Claudette De Lorimier : Noëlla Lupien
- Fabienne Dor : Violette Moisan
- Bruno Doyon : Patrice Moineau
- Camille Ducharme : Auguste Pinson (1982-1984)
- Denise Filion : Anita Boileau
- Edgar Fruitier : Louis-Philippe Le Normand de la Grande
- Pat Gagnon : Père Lafond
- Roger Garceau : Juge Dubeau
- Yoland Guérard : Donat Beaupré
- Gaétan Labrèche : Armand Jolicoeur
- Robert Lavoie : Robert Lafleur et professeur Martin
- Danielle Lepage : Françoise Moineau
- Richard Niquette : Voix du répartiteur
- Anne Pauzé : Maude Magloire
- Jacques Piperni : Julien Moineau
- Claude Préfontaine : Jean-François Magloire
- Léo Rivest : Paul O. Dulac
- Diane Robitaille : Henriette Dubeau
- Louison Danis : Louise Lachance
- Bertrand Gagnon : Père Albert Joyal
- Yvette Thuot : Mme Houle
- Johanne Seymour : Nathalie
- Joël Denis : M. Marini
- Robert J.A. Paquette : J.-Pierre René
- Diane St-Onge : Secrétaire
- Yvan Ducharme : Alphonse Laprise
- Thérèse Morange : Élève de danse

## Commentaire
Les Moineau et les Pinson est à l'origine une pièce de théâtre présentée du 24 juin au 29 août 1981 au Théâtre Les Ancêtres de Saint-Germain-de-Grantham par Georges Dor, mis en scène par Yvon Leroux, avec Béatrice Picard, Louison Danis et Aubert Pallascio.